# Neoscleropogon emarginatus
Neoscleropogon emarginatus är en tvåvingeart som först beskrevs av Hardy 1928.  Neoscleropogon emarginatus ingår i släktet Neoscleropogon och familjen rovflugor. Inga underarter finns listade i Catalogue of Life.